# اثر پرتوهای گاما بر روی گل‌های همیشه‌بهار ساکنین کره ماه
اثر پرتوهای گاما بر روی گل‌های همیشه‌بهار ساکنین کره ماه (به انگلیسی: The Effect of Gamma Rays on Man-in-the-Moon Marigolds) نخستین نمایشنامه پاول زیندل نمایشنامه‌نویس و مدرس علوم آمریکایی است. زیندل در سال ۱۹۷۱ جایزه پولیتزر برای نمایش‌نامه و جایزه حلقه منتقدان درام نیویورک را برای این اثر دریافت کرد.
این اثر، نخستین و معروف‌ترین نمایش‌نامه پاول زیندل است که روایتگر داستان زندگی یک خانواده نیویورکی در محله فقیرنشین برانکس در دهه‌ی پنجاه میلادی است. زیندل در این اثر با طرح مضمونی علمی، به ترسیم لایه‌های روانی و روابط عاطفی شخصیت‌ها می‌پردازد. تجربه‌های کودکی نویسنده در خانه‌ای بدون پدر، با مادری عصبی و خواهری مبتلا به صرع و علاقه به گل‌های همیشه بهار، مفاهیمی هستند که از زندگی نویسنده نشأت گرفته و به نمایش راه یافته‌اند.

## داستان
این نمایش‌نامه روایت تیلی دختری نوجوان است که با مادری آشفته‌حال و خواهری مبتلا به صرع زندگی می‌کند. نگهداری از خرگوش‌ها، پرورش گل و گیاه و جالب‌تر از همه این‌‌ها پروژه‌ای علمی است که او بر روی آن تمرکز کرده، تنها نقطه امیدواری و لحظه‌های خوب او در زندگی هستند. او در این پروژه، تاثیر پرتوهای گاما بر گل‌های همیشه ‌بهار را بررسی می‌کند. این سرگرمی‌ها تا حدودی می‌توانند درد زیستن در محیط پرتنش خانه و جامعه را برای تیلی التیام بخشند و به او کمک می‌کنند در زندگی پرآشوب‌اش، با مادر تلخ خود کنار آمده و در عین حال از تبدیل شدن به زنی شبیه او اجتناب کرده و آرزوهایش را زنده نگه دارد.

## اجرا و اقتباس سینمایی
این نمایش در سال ۱۹۷۰ در خارج از برادوی و در سال ۱۹۷۱ در برادوی اجرا شد. در سال ۱۹۷۲ فلیمی با همین نام به تهیه‌کنندگی و کارگردانی پل نیومن ساخته و منتشر شد.

## جایزه‌ها
- برنده جایزه پولیتزر برای نمایش‌نامه در سال ۱۹۷۱
- برنده جایزه حلقه منتقدان نیویورک برای بهترین نمایشنامه آمریکایی
- برنده جایزه Margaret A. Edwards

## انتشار و اجرا در ایران
این نمایش‌نامه در ایران با ترجمه شهرام زرگر توسط نشر بیدگل در سال ۱۳۸۸ منتشر شد.
این نمایش برای نخستین بار در ایران به کارگردانی فتح‌الله نیازی در سال ۱۳۹۲ اجرا شد. پس از آن اجراهای دیگری هم به روی صحنه رفته‌اند که اجرایی با کارگردانی مهتاب نصیرپور در سال ۱۳۹۸ از جمله آنها است.